# Marija Panfilowa
Marija Panfilowa (ukrainisch Марія Панфілова, engl. Transkription Mariya Panfilova, geb. russisch Мария Ивановна Садилова – Marija Iwanowna Sadilowa – Mariya Sadilova; * 11. Oktober 1987 in Perm) ist eine russische Biathletin, die ihre größten Erfolge für die Ukraine startend erreichte, und seit 2015 für Belarus antritt.
Marija Panfilowa debütierte unter ihrem Geburtsnamen Sadilowa international 2007 bei Rennen des Junioren-Europacups. Bei den Junioren-Europameisterschaften 2008 in Nové Město na Moravě gewann sie Gold mit der Staffel und Bronze im Verfolgungsrennen, nachdem sie zuvor im Sprint nur 15. geworden war. Ihre ersten Einsätze bei den Frauen hatte Sadilowa, die seit der Saison 2008/09 zum russischen A-Nationalkader gehört, bei den Biathlon-Europameisterschaften 2009 in Ufa. Im Einzel lief sie auf Platz sechs, in der Staffel gewann die Russin gemeinsam mit ihren Landsfrauen Anastassija Kusnezowa, Jekaterina Jurlowa und Ljubow Petrowa hinter der Ukrainischen Staffel die Silbermedaille.
Seit der Saison 2012/2013 startet sie unter ihrem neuen Namen Panfilowa für die Ukraine. Sie nahm an den Europameisterschaften 2013 in Bansko teil, wo sie als Vierte des Sprints und Fünfte in der Verfolgung knapp den Gewinn von Medaillen verpasste, mit Julija Dschyma, Jana Bondar und Iryna Warwynez Bronze im Staffelrennen gewann. Kurz danach wurde Panfilowa erstmals für den Biathlon-Weltcup nominiert und gewann am Holmenkollen in Oslo als 17. des Sprints und 23. der Verfolgung sogleich erste Weltcuppunkte. In Sotschi erreichte sie bei den vorolympischen Wettbewerben mit Rang 13 im Einzel ihr bestes Resultat im Weltcup. Höhepunkt der Karriere wurde die Teilnahme ein Jahr später an den Olympischen Winterspielen 2014 an selber Stelle, bei denen Panfilowa in der Mixed-Staffel eingesetzt wurde und mit dieser Siebte wurde. Nach der Saison beendete sie zunächst ihre Karriere. Ausschlaggebend dafür war zum einen die schlechte finanzielle Situation des ukrainischen Verbandes, zum anderen ihre russische Herkunft, beides bedingt durch den Russisch-Ukrainischen Krieg
Seit 2015 startet Panfilowa für Belarus. Hier kam sie bislang zumeist im IBU-Cup zum Einsatz, einzig bei den Weltcups in Canmore und Presque Isle wurde sie in Weltcup eingesetzt, konnte sich nach 80. und 85. Rennen in den Sprints nicht für weitere Rennen qualifizieren. Höhepunkt seit dem Wechsel nach Belarus wurden die Europameisterschaften 2016 in Tjumen, wo sie als Sechste des Sprints und 14. des Massenstarts ihre besten Resultate erreichte.

## Biathlon-Weltcup-Platzierungen
Die Tabelle zeigt alle Platzierungen (je nach Austragungsjahr einschließlich Olympische Spiele und Weltmeisterschaften).
- 1.–3. Platz: Anzahl der Podiumsplatzierungen
- Top 10: Anzahl der Platzierungen unter den ersten zehn (einschließlich Podium)
- Punkteränge: Anzahl der Platzierungen innerhalb der Punkteränge (einschließlich Podium und Top 10)
- Starts: Anzahl gelaufener Rennen in der jeweiligen Disziplin
- Staffel: inklusive Mixed- und Single-Mixed-Staffeln

| Platzierung         | Einzel | Sprint | Verfolgung | Massenstart | Staffel | Gesamt |
| ------------------- | ------ | ------ | ---------- | ----------- | ------- | ------ |
| 1. Platz            |        |        |            |             |         |        |
| 2. Platz            |        |        |            |             | 1       | 1      |
| 3. Platz            |        |        |            |             |         |        |
| Top 10              |        |        |            |             | 2       | 2      |
| Punkteränge         | 1      | 5      | 1          | 1           | 3       | 11     |
| Starts              | 3      | 14     | 7          | 1           | 3       | 28     |
| Stand: Karriereende |        |        |            |             |         |        |